# Yvette Chauviré
Pour les articles homonymes, voir Chauviré.
Yvette Chauviré est une danseuse de ballet française, étoile de l'Opéra de Paris puis maître de ballet, née le 22 avril 1917 à Paris et morte le 19 octobre 2016 dans la même ville.
Elle est considérée comme la plus grande ballerine française du XXe siècle.

## Biographie

### Jeunesse et formation
Yvette Chauviré est née en 1917 à Paris 14e. À l’âge de 10 ans, elle entre à l'école de danse de l'Opéra de Paris, où elle est l'élève de Boris Kniaseff et Victor Gsovsky jusqu'à son intégration en 1934 dans le corps de ballet de la compagnie de l'Opéra, dirigée alors par Serge Lifar. Son premier rôle date cependant de 1929, lorsqu’elle elle danse un solo dans L'Éventail de Jeanne.

### Carrière

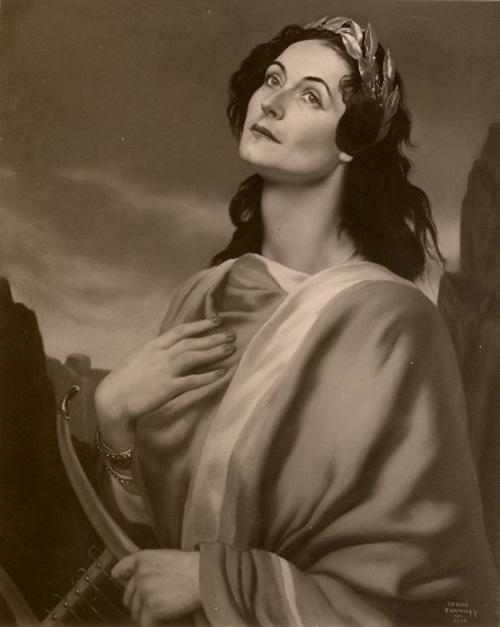
Portrait d'Yvette Chauviré par Serge Ivanoff, à Paris, en 1944.

À la suite de ce premier rôle, Yvette Chauviré est promue quadrille puis, sautant l'échelon de coryphée en janvier 1935, passe petit sujet. Elle devient grand sujet en 1937, première danseuse en 1938, puis danseuse étoile en décembre 1941, après la première représentation du ballet Ishtar, ballet que Serge Lifar chorégraphie pour elle. Elle est alors âgée de 24 ans.
Yvette Chauviré a dansé tous les grands rôles du répertoire classique, mais son interprétation magistrale du rôle-titre de Giselle, en 1949, est probablement la plus emblématique. Mais, si elle gravit la hiérarchie de la compagnie, elle continue toutefois de travailler avec son ancien professeur Boris Kniassef, créant ses ballets comme La Légende du Bouleau ou Piccolo.
Entre 1946 et 1947, elle « fait des infidélités » à l'Opéra de Paris et danse en tant qu'étoile invitée pour les Ballets de Monte-Carlo. Retournant dans la capitale en 1948, elle quitte de nouveau la maison qui l'a vue évoluer et se produit à la Scala de Milan. Quelques années plus tard, elle est invitée par le Royal Ballet et danse avec Rudolf Noureev, récemment installé en France et plus jeune qu’elle de vingt ans.
Elle accompagne les adieux de Serge Lifar, en 1956. Elle quitte elle-même la scène dix-huit ans plus tard, alors âgée de 57 ans, avec son rôle fétiche de Giselle, et le solo de La Mort du cygne. Elle continue néanmoins à transmettre son savoir aux jeunes étoiles de l'Opéra de Paris, comme Sylvie Guillem, Monique Loudières, Marie-Claude Pietragalla, Élisabeth Maurin, Isabelle Guérin ou Dominique Khalfouni. Elle s'essaie également à l'art chorégraphique, en composant une Giselle encore dansée en 2016 par la Scala de Milan.
Elle est considérée comme la plus grande ballerine française du XXe siècle et l'une des rares danseuses étoiles à avoir reçu le titre de prima ballerina assoluta.

### Mort
Elle meurt le 19 octobre 2016 à Paris 15e, puis est inhumée au cimetière du Père-Lachaise (44e division).

### Vie privée
Yvette Chauviré a été l'épouse de Constantin Nepo (Nepokoïtchitzky), peintre et décorateur de ballets (1915-1976).

## Cinéma
- 1937 : La Mort du cygne, film de Jean Benoit-Lévy inspiré de la nouvelle de Paul Morand.
- 1941 : Péchés de jeunesse film de Maurice Tourneur : Gabrielle
- 1954 : Le Carrousel fantastique  film d’Ettore Giannini : Donna Margherita
- 1987 : Une Étoile pour l'exemple, film de Dominique Delouche, sélectionné au Festival de Cannes 1988 avec Yvette Chauviré[1], Sylvie Guillem, Dominique Khalfouni, Isabelle Guérin, Monique Loudières, Henri Sauguet...

## Théâtre
- 1976 : Amphitryon 38 de Jean Giraudoux, mise en scène de Jean-Laurent Cochet, théâtre Édouard-VII.

## Distinctions
- Grand officier de la Légion d'honneur, le 13 juillet 2010[3], commandeur le 24 mars 1988[3], chevalier en 1964.
- Grand-croix de l'ordre national du Mérite, le 10 novembre 1997, grand officier le 22 juin 1994[4].
- Commandeur de l'ordre des Arts et des Lettres

## Hommage
Dans le 15e arrondissement de Paris, le square situé place du Commerce, où Yvette Chauviré résidait, a été renommé square Yvette-Chauviré en novembre 2017.